# Wassenaar
Wassenaar (nizozemska izgovorjava: [ˈʋɑsənaːr] (); prebivalstvo: 26.949 leta 2021) je občina in mesto v provinci Južna Holandija na zahodni obali Nizozemske .
Wassenaar, bogato predmestje Haaga, leži 10 km  severno od tega mesta na avtocesti N44/A44 blizu obale Severnega morja. Je del regije Haaglanden in metropolitanskega območja Rotterdam–Haag . Občina zavzema površino 62,37 km2, od tega je 11,45 km2  prekrito z vodo.

## Zgodovina
Obstajajo govorice, da romanska cerkev v Wassenaarju iz 12. stoletja leži na mestu, kjer je nekoč na Nizozemskem pristal nortumbrijski misijonar Willibrord; visoke sipine na zahodu so nastale šele kasneje.
Wassenaar je dolgo ostal nepomembno mestece, znano le kot domovanje plemiške rodbine Wassenaarskih. Razvpita je začela postajati šele v 19. stoletju, ko je Ludvik Bonaparte ukazal zgraditi Heerweg ("vojaško cesto") med Haagom in Leidnom, ki tvori sedanjo Rijksstraatweg. Približno leta 1840 je princ Frederik dal zgraditi palačo De Paauw (Pav), kjer je živel več let; zdaj pa služi kot mestna hiša Wassenaarja.
Gradnja železnice je leta 1907 povezala Rotterdam, Haag skozi Wassenaar proti končnemu cilju, obalnemu območju Scheveningena, katerega potek zdaj tvori Landscheidingsweg. Wassenaar je postal privlačen kot rezidenca za premožne ljudi iz Rotterdama. Zgrajene so bile stavbe, kot je monumentalna Huize Ivicke.
Od septembra 1944 do marca 1945 je bil Wassenaar eno od izstrelišč, ki jih je nemška Luftwaffe, ki ji je poveljeval general SS Hans Kammler, uporabljala za rakete V-2, usmerjene predvsem proti Londonu.
Na eni od glavnih poti do Wassenaarseslag, glavne plaže za Vasenarce, je mogoče najti bunker iz druge svetovne vojne. Zaradi varnosti in nestabilnosti konstrukcije je bil zapečaten, da bi se preprečil vstop.
V Wassenaarju je od leta 1957 do 1966 v pokoju živel ameriški general iz druge svetovne vojne in korejske vojne Haywood Hansell, ki je pomagal načrtovati zavezniško bombardiranje Nemčije in Japonske.

V tem kraju je bil maja 1996 podpisan  Wassenaarski dogovor, konvencija o nadzoru orožja po hladni vojni, ki ji je  pristopilo štirideset držav članic.

### Moderna zgodovina
Od časa princa Friderika je je Wassenaar pogosto služil kot uradna rezidenca: nizozemski kralj Viljem Aleksander, njegova žena, nizozemska kraljica Máksima, in njune hčerke so od leta 2003 do leta 2019 živeli v vili Eikenhorst na posestvu De Horsten v Wassenaarju;  Princesa Aleksija je bila krščena v romanski cerkvi v Wassenaarju. Princeske so obiskovale šolo Bloemcampschool v Wassenaarju, ustanovljeni leta 1931.
V Wassenaarju se nahaja več rezidenc veleposlanikov, vključno s tistimi iz ZDA, Kanade, Južne Koreje, Indonezije in . Na splošno je v Wassenaarju velika izseljenska skupnost diplomatov in poslovnežev, predvsem zaradi bližine tako mednarodnih organizacij in veleposlaništev v Haagu kot tudi številnih mednarodnih šol, ki se nahajajo na metropolitanskem območju Haaga, vključno z Ameriško šolo v Haagu (ASH), ki se nahaja v Wassenaarju.
Wassenaar ima kot skupnost številne parke in mrežo kolesarskih poti. Razširjeno je drevje, predvsem bukev, hrast in divji kostanj, ki daje mestu zeleno značilnost. V središču mesta so številne vrhunske trgovine, delikatese in pekarne ter kavarna, bar in restavracija. V Wassenaarju so klubi za nogomet, hokej na travi, kriket, ragbi in teniški klubi, v katerih domačini lahko sodelujejo ali za katere navdušeno navijajo.
Kljub temu, da je Wassenaar razmeroma majhno mesto, je Wassenaar na Nizozemskem dobro znan zaradi svojega vidnega bogastva. Območja mesta so med najbogatejšimi na Nizozemskem, prebivalci mesta pa slovijo kot bekakt ali posh. Wassenaar je dom nekaterih najdražjih sosesk v državi. Konijnen laan (Zajčja steza) ima povprečno ceno hiš okoli 2,5 milijona evrov, zaradi česar je najdražja ulica na Nizozemskem.
Wassenaar je vedno imel dobre odnose s sosednjim mestom Voorschoten, s katerim si deli zgodovino že od nekdaj. Plemiška rodbina Wassenaarskih je na primer zgodovinsko prebivala na gradu Duivenvoorde v Voorschotenu. 
Museum Voorlinden je leta 2016 odprl kralj Viljem-Aleksander.

## Pomembni ljudje iz Wassenaarja

### Javne osebe
- Jonkheer Alidius Tjarda van Starkenborgh Stachouwer (1888 – 1978 v Wassenaarju) plemič in državnik, zadnji kolonialni generalni guverner nizozemske Vzhodne Indije
- Henk Hofstra (1904 - 1999 v Wassenaarju) politik
- V Wassenaarju je v starosti 107 let umrl politik Gerard Helders (1905–2013).
- Maurits Kiek (1909-1980) Agent MI9 iz druge svetovne vojne, s padalom skočil na nacistično okupirano ozemlje. [10]
- Johan Witteveen (1921 - 2019 v Wassenaarju) upokojeni politik
- Sidney van den Bergh, (rojen 1929 v Wassenaarju), kanadski upokojeni astronom
- Pieter Kooijmans, (1933-2013), nizozemski pravnik, politik in diplomat, sedel na Meddržavnem sodišču

### Kraljeva družina
- Viljem-Aleksander Nizozemski (rojen 1967) Nizozemski kralj
- Nizozemska kraljica Máksima (rojena 1971), žena kralja Viljema-Aleksandra
- Katarina-Amalia, princesa Oranska (rojena 2003) , naslednica prestola Kraljevine Nizozemske
- Nizozemska princesa Aleksija (rojena 2005), druga hči kralja Viljema-Aleksandra in kraljice Máksime
- Nizozemska princesa Arijane (rojena 2007), tretja hči kralja Viljema-Aleksandra in kraljice Máksime

### S področja umetnosti
- Feliks Tikotin (1893–1986) arhitekt, zbiralec umetnin, trgovec z umetninami; ustanovil Muzej japonske umetnosti Tikotin ; živel v Wassenaarju.
- Henri Friedlaender (1904–1996), izraelski tipograf in oblikovalec knjig, je med drugo svetovno vojno živel na podstrešju svoje hiše v Wassenarju.
- Boudewijn Büch (1948–2002) pisatelj, pesnik in televizijski voditelj; odraščal v Wassenarju
- Theo van Gogh (1957–2004) filmski režiser in producent; TV režiser in producent; scenarist, igralec, kritik in avtor [11]
- Thom Hoffman (rojen 1957 v Wassenaarju), igralec in fotograf [12]
- Lorena Kloosterboer (rojena 1962), umetnica in avtorica, živela v Wassenaarju od 1972-1979 in ponovno od 1987-1993
- Anthony Ingruber (rojen 1990), kanadski igralec, glasovni igralec in impresionist, trenutno živi v Wassenaarju [13]

## Galerija slik
- Hoflaan, Wassenaar
- Langstraat Wassenaar
- Gold Klub Groenendael
- Huis Ter Weer, Deijlerweg, Wassenaar
- Wassenaarski umetniški norček
- Cerkev Nizozemske reformirane cerkve v Wassenaarju
- Knjižnica, Wassenaar
- V svetlobi gozda
- Jesenska plaža, Wassenaar